# Радикальний фемінізм

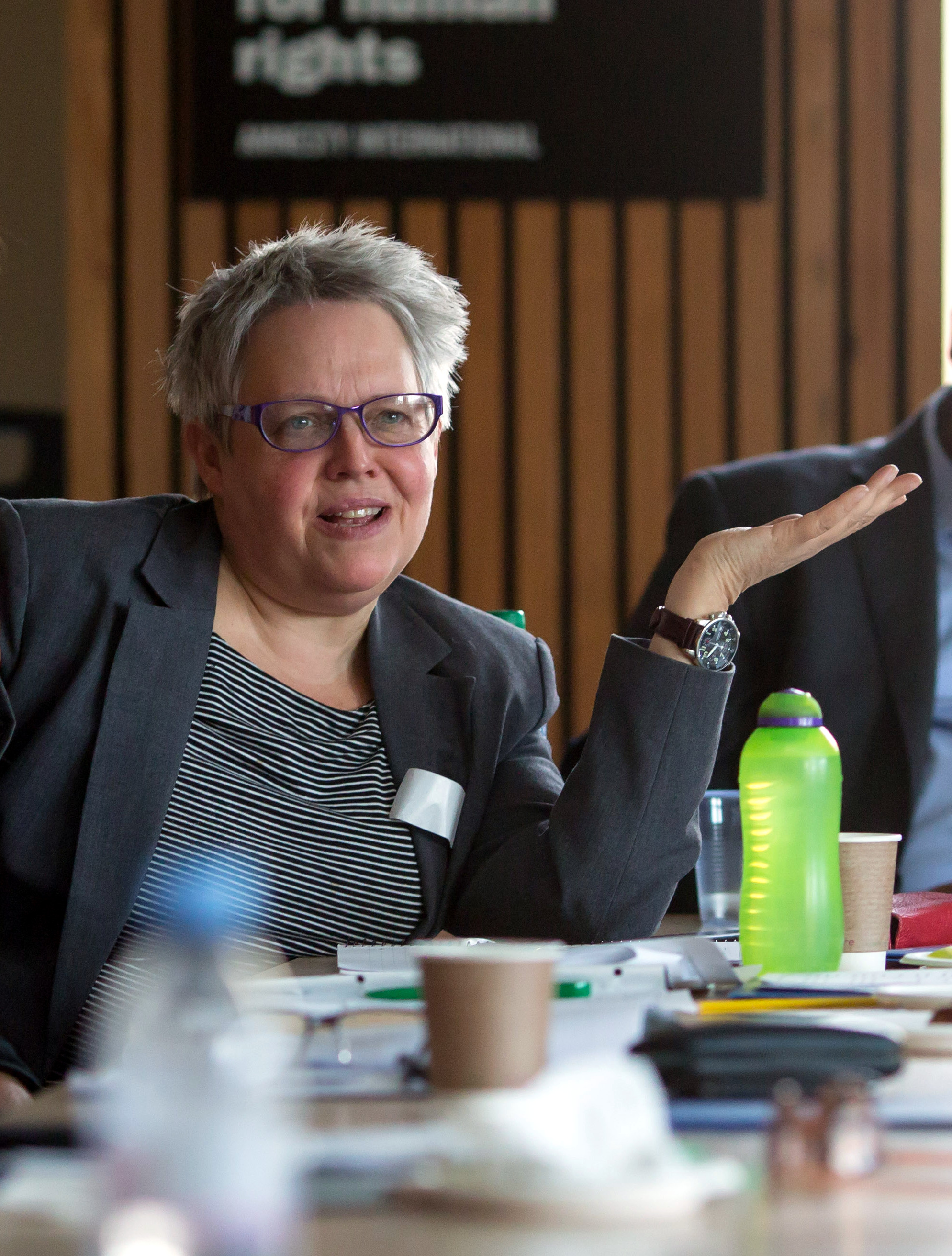
, 2016

Радикальний фемінізм (англ. Radical feminism, від лат. radix — «корінь, першопричина») — одна з ключових і найяскравіших течій фемінізму, що виникла в рамках другої його хвилі в 1960-х і системно критикує патріархат, гендер і мізогінію як причини сексизму й нерівності та закликає до глобальних реформ у суспільстві, що передбачають усунення чоловічого панування та мізогінії у всіх соціальних та економічних контекстах. Радфем активізм виніс у публічну площину насильство проти жінок (сексуальне та домашнє), проблеми тілесної автономії (право на безпечні контрацепцію та аборти), інституціоналізований сексизм та мізогінію, а напрацювання радикально-феміністичної думки заклали основи теорії фемінізму.

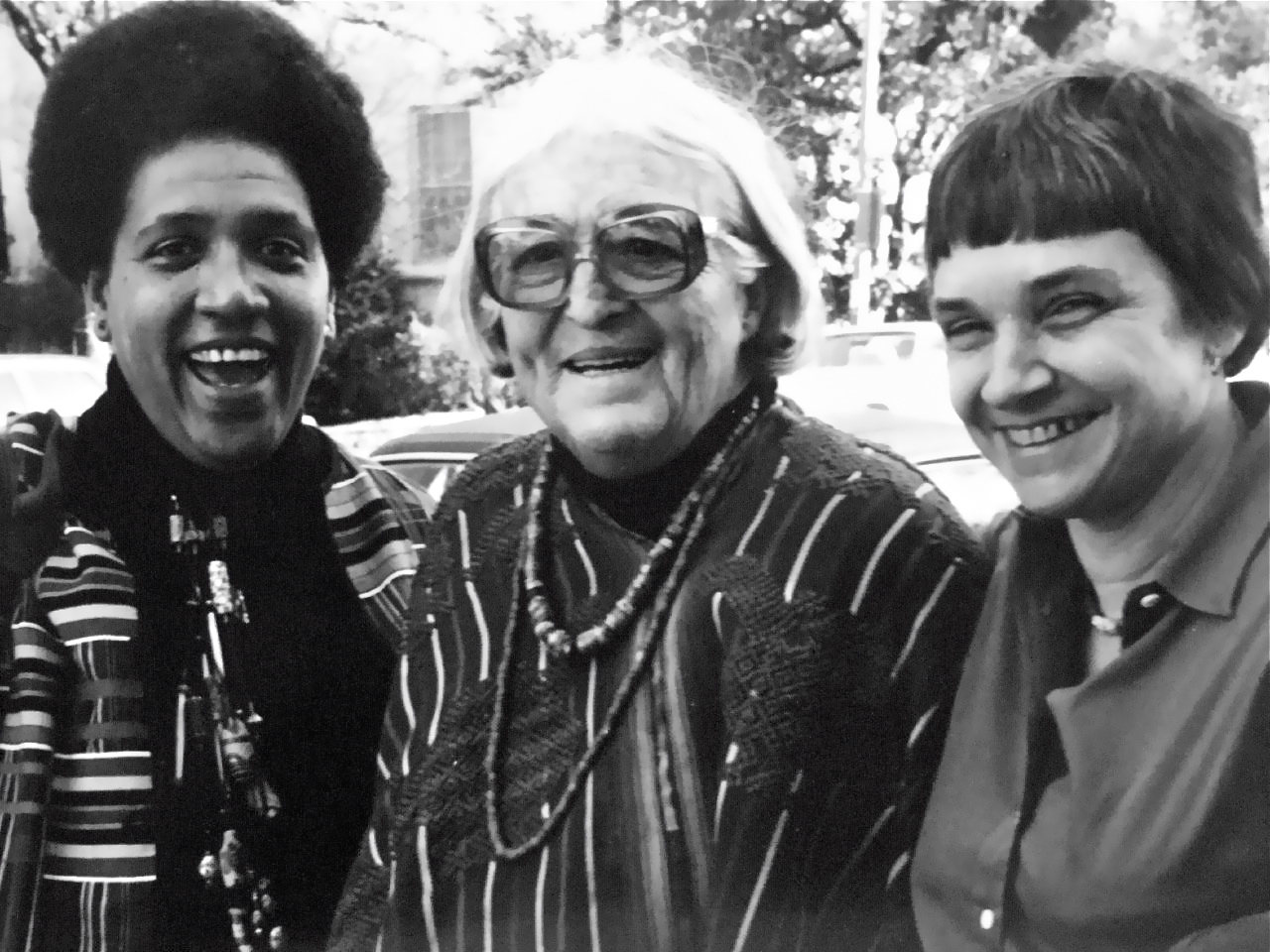
Одрі Лорд, Мерідель ле Сюр, Адріана Річ, 1980 рік

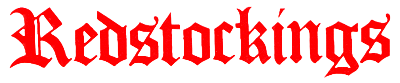
— нью-йоркська радфем-група, діяла з 1969 року

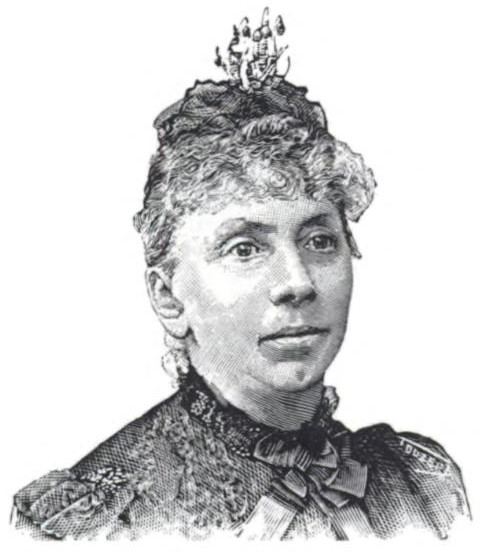
(1840—1928)

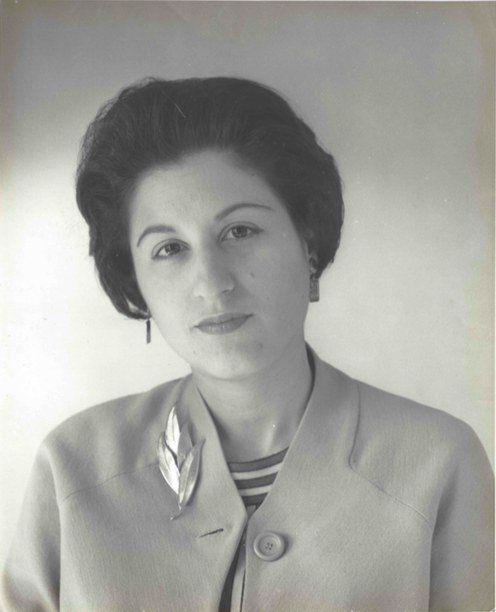
, 1956

Шуламіт Фаєрстоун, 1970

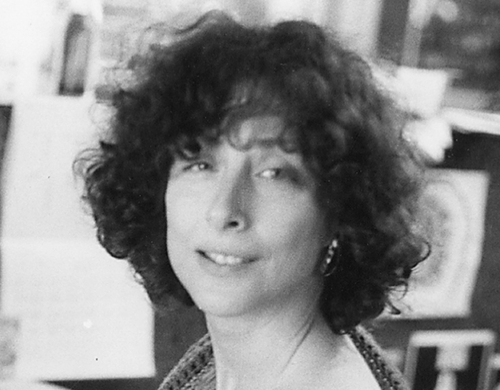
, 1970-ті

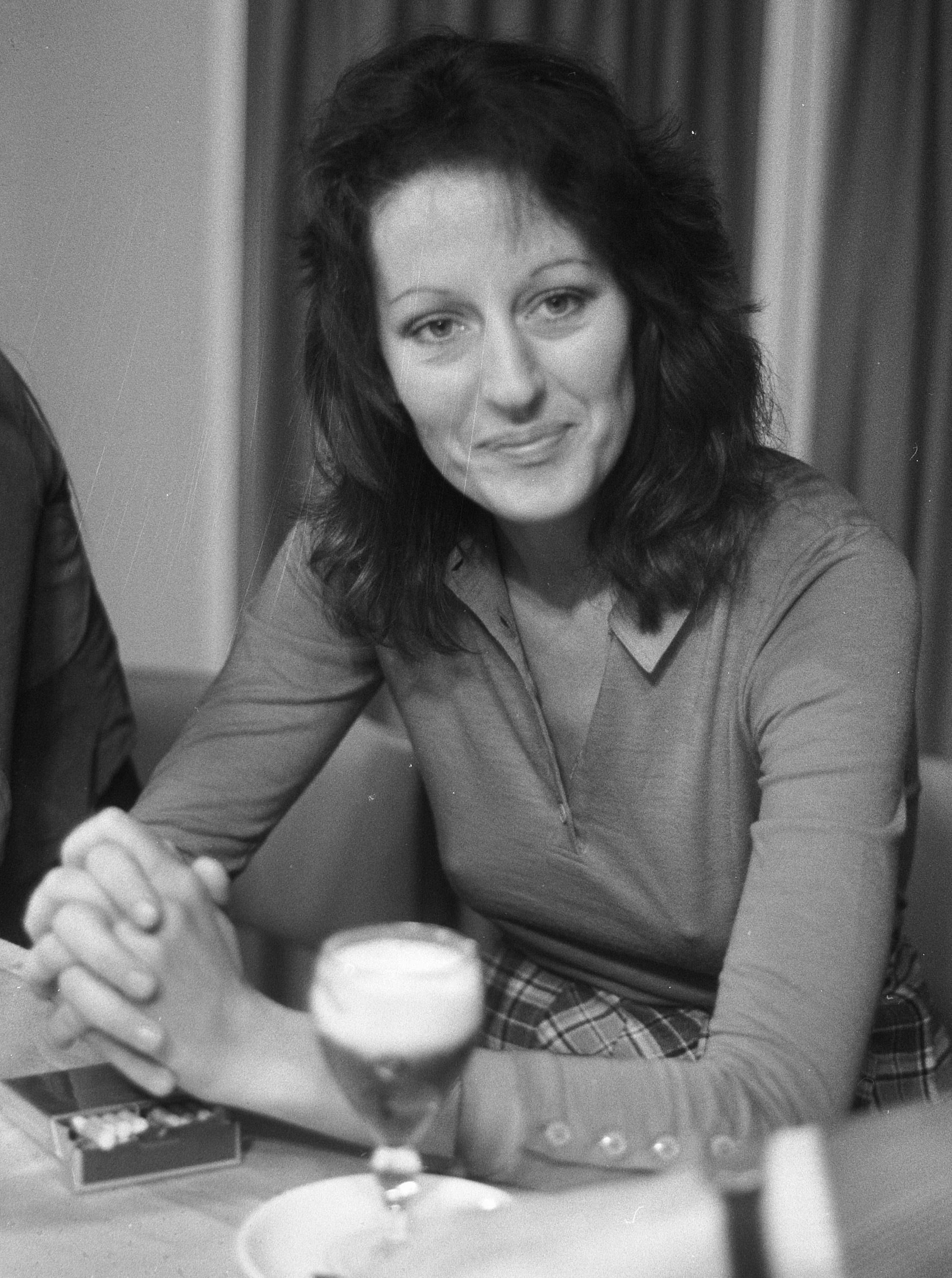
Жермен Ґрір, 1972

Валері Соланас, 1988

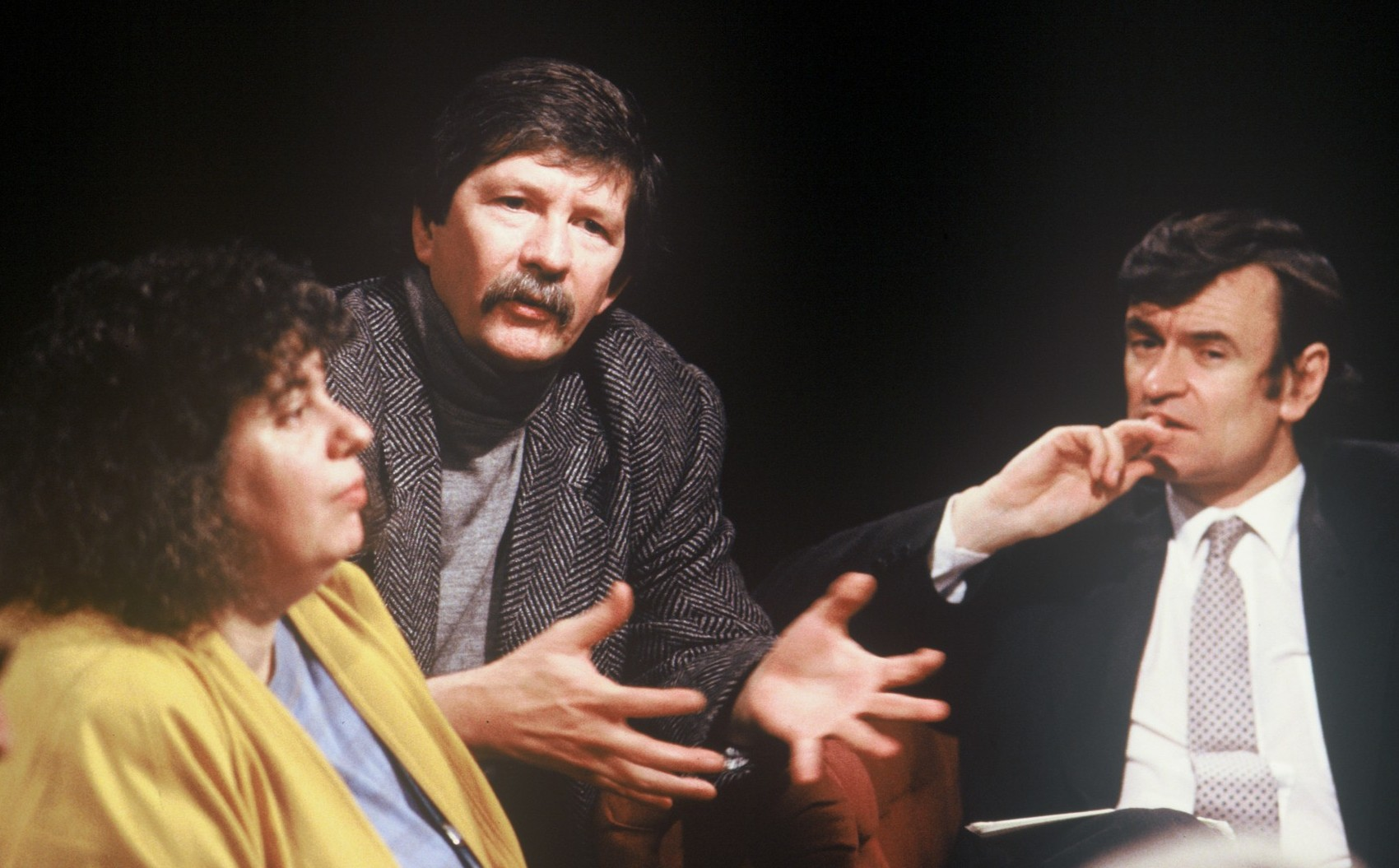
Андреа Дворкін та Джим Гайнс в тв-шоу After Dark, 1988

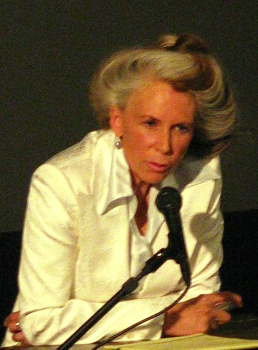
, виступ у Кембриджі, 2006

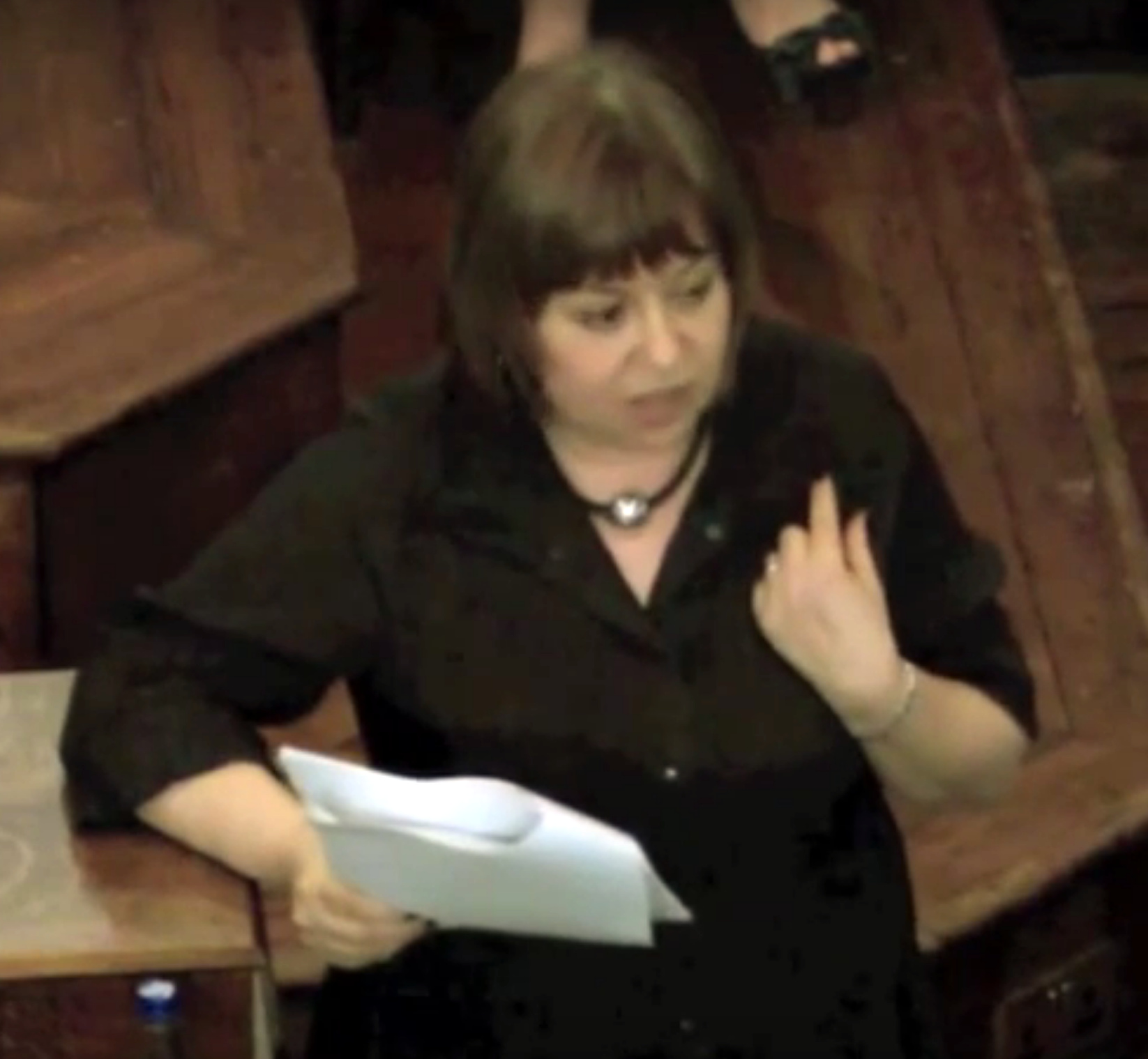
Гейл Дайнс, Кембриджський союз, 2011

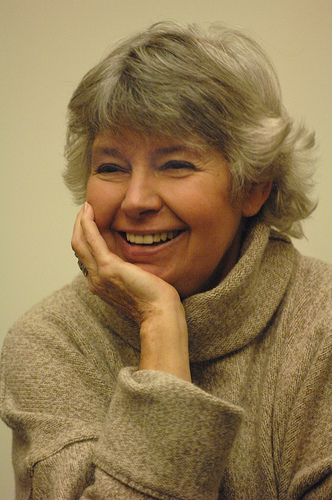
Робін Морган, 2012

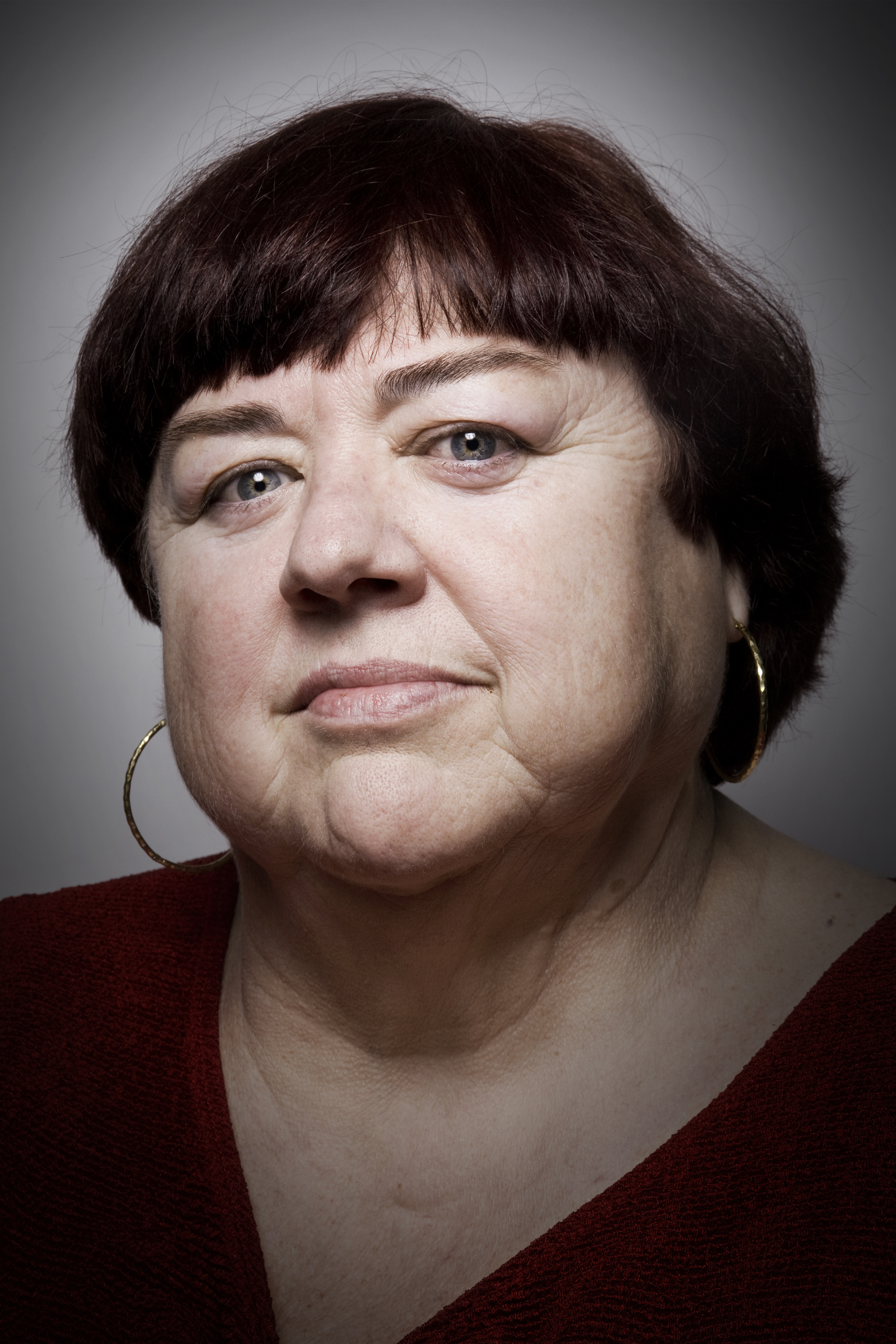
Лі Лейкман (Lee Lakeman), 2013

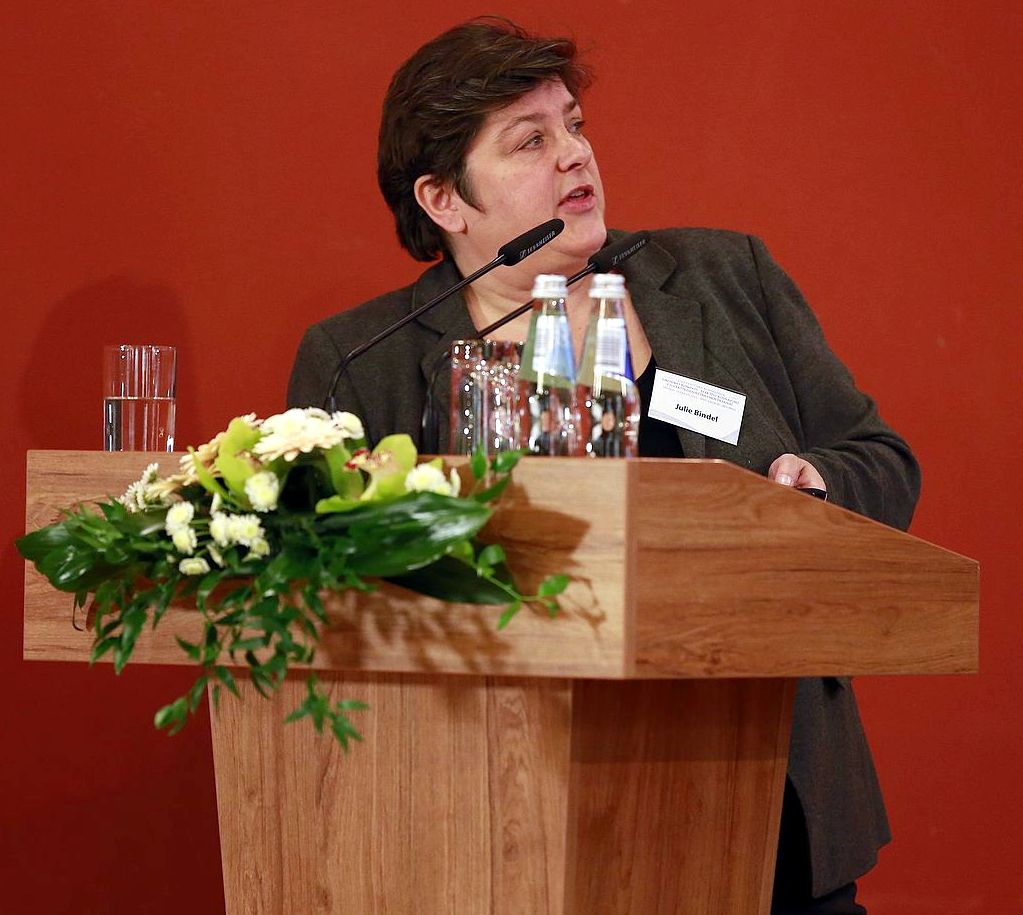
на конференції в Латвії, 2015

Радикальний фемінізм бачить причину утиску жінок у патріархатних гендерних відносинах, а не в недосконалих правових системах (як ліберальний) чи класових конфліктах (як соціалістичний і марксистський). Патріархат трактується як «трансісторичне явище», важливіше за інші джерела утиску, «не тільки як найстаріша і найбільш універсальна форма панування, але як основна форма», зразок для всіх інших дискримінацій і основа суспільств, де чоловіки утискають жінок та домінують над ними.
Радикальні феміністки прагнуть ліквідувати патріархат, щоб «звільнити всіх від несправедливого суспільства, кидаючи виклик існуючим соціальним нормам та інститутам». Це включає протидію сексуальній об'єктивації жінок, суспільну просвіту щодо проблем насильства проти жінок (зокрема, зґвалтувань, проституції, порнографії, сурогатного материнства, примусових стерилізацій, заборони абортів), критику гендерних ролей та гендерних стереотипів, культури краси і цноти, репродуктивного тиску, вимоги рівного представництва, оплати продуктивної і компенсації репродуктивної праці жінок.
Шуламіт Фаєрстоун в праці «Діалектика статі: обґрунтування феміністичної революції» (1970) зазначала: «Кінцевою метою феміністичної революції повинно бути знищення не тільки чоловічого панування, як було заявлено у першому феміністичному рухові, а і розрізнення за статевими ознаками: генітальні розбіжності людей не повинні мати значення в культурному аспекті».
Концепт радикального фемінізму Особисте — це політичне поєднав індивідуальні досвіди утиску окремих жінок з ширшою картиною інституціоналізованого гноблення, продемонструвавши, як гендерний утиск цілком пронизує соціальне буття.
Критика порнографії як інструменту сексуальної об'єктивації антипорнографічними феміністками поставила питання суспільного контролю жіночої сексуальності та репродуктивної здатності (контроль цноти, заборона абортів, примусова стерилізація).
Перегляд облігатної гетеросексуальності запропонував альтернативи патріархатним стосункам: політичне лесбійство та лесбійський сепаратизм.
Радикальний фемінізм заклав базис теорії фемінізму та міждисциплінарної феміністичної науки, а також досяг значних суспільних зрушень. Лише у США, як писала Елен Вілліс у 1984, радикальні феміністки «домоглися визнання сексуальної політики як суспільної проблеми», створили лексику другої хвилі фемінізму, допомогли легалізувати аборти в США, були першими, хто вимагали повної рівності в так званій приватній сфері (хатня робота та догляд за дітьми, емоційні і сексуальні потреби) і створили атмосферу терміновості, яка ледь не призвела до ухвалення поправки про рівні права".

## Основні концепти
Радикальний фемінізм доводить, що суспільство — це патріархат, в якому клас чоловіків пригноблює (утискає) клас жінок (та недомінуючих чоловіків). Утиск жінок розглядається як найголовніша і найперша форма утиску, що існувала з часів зародження людства.
- Утиск (пригноблення) жінок і насильство проти жінок базовані на статі (sex-based): жінок утискають через їхню стать; чоловіки прагнуть контролювати жіночі тіла, оскільки жінки є творчинями життя (див. Стерилізація корінних американок); причиною чоловічого насильства проти жінок є заздрість до матки; прикладами утиску жіночої тілесності є — медична та психіатрична мізогінія; виключення жінок із наукових досліджень; утиски менструації (менструальні табу, брак менструальної гігієни), стигматизація вагітності та пологів, контроль жіночої цноти).
  - Феміцид (селективні аборти, вбивства честі, домашнє насильство) є базованим на статі;
  - Внаслідок мізогінії зґвалтування та інше сексуальне насильство є не сексуальною дією, а злочином на ґрунті ненависті;
  - Сексуальне насильство та культура зґвалтування є педофільними: базованими на ідеї жорсткої ієрархії чоловіка над жінкою;
  - Критика секс-індустрії (антипорнографічний фемінізм[en]): проституції, порнографії та порнокультури, що об'єктивує і дегуманізує вразливих жінок і продає їх для зґвалтувань, феміциду і чоловічого задоволення.
  - Критика сурогатного материнства, зокрема, як торгівлі людьми: жіночі тіла не для продажу чи оренди, діти не є товаром.
- Критика гендеру (соціальних очікувань від жінок та чоловіків) як породженого культурою, а не природою:
  - Гендер є ієрархічною структурою, що підтримує патріархат нормуванням маскулінності та фемінності;
  - Критика гендерних стереотипів, традиційних гендерних ролей;
  - Критика концепту та індустрії краси, що експлуатує вразливості жінок: косметики, гоління, заходів з омолодження; пластичної хірургії, моди; як приклад, корсети, косметика зі свинцем, ртуттю та беладонною, китайське бинтування ніг, примусове годування наречених, культура анорексії.
  - Критика трансполітик, що відтворюють гендерні стереотипи про жінок, закріплюють гендерні ролі, руйнують жіночі простори та апропріюють жіночу ідентичність.
- Критика традиційного шлюбу і нуклеарної родини: ролі жінки як домогосподарки; утиску і тягаря материнства; фінансової залежності жінки від чоловіка;
  - Критика наталізму та репродуктивного тиску до материнства: жінок штовхають до материнства церква, держава та суспільство. Фемінізм вимагає соціальних переваг для підтримки матерів та їхніх дітей: вільного догляду за дітьми для всіх жінок, компенсації неоплачуваної (хатньої, репродуктивної) роботи жінок.
  - Критика традиційного шлюбу як торгівлі жінками: посаг, дитячі шлюби, викрадення наречених;
  - Критика концепту цноти та контролю жіночої сексуальності (дошлюбної, позашлюбної, лесбійської);
  - Критика гетеронормативності, гомофобії як похідної мізогінії, та лесбофобії як подвійного утиску.
- Критика мізогінної та сексистської культури: мізогінії в медіа (фільмах, ТБ, музиці, книгах), попкультурі, секс-очікування (sexpectations), культури цноти та пуризму. Аналіз та критика інтерналізованих (увнутрішнених) мізогінії та сексизму жінок і дівчат.
  - Критика гендерованої мови: андроцентризму в мовах та мізогінного слюру;
- Фемінізм є політичним рухом лівого крила: він антифашистський, антиімперіалістський, антикапіталістський.
- Антитеїзм: за радикально-феміністичною парадигмою, релігії створені чоловіками, щоб контролювати жінок, і є мізогінною пропагандою.

Як заходи з вирішення проблем радикальний фемінізм бореться за (і пропонує):
- Вибір та репродуктивні права для жінок і дівчат (тілесну автономію): доступ до контрацепції та планування родини, безпечних абортів, сексуальної освіти, проти мізогінії в медицині та ігнорування специфічно жіночого здоров'я (female specific health), за менструальну просвіту та включення жінок у медичні дослідження.
- Радикальний фемінізм є соціалістичним фемінізмом: він вимагає рівної плати за рівну працю, усунення дискримінації при наймі та у просуванні службою, усунення фінансової залежності жінок від чоловіків та більше жінок у галузях, зайнятих чоловіками (male dominated fields).
- Інтерсекційність: радикальний фемінізм є антирасистським та антигомофобним. Радикальний фемінізм бореться за права і інтереси всіх жінок як соціального класу: жінок та дівчат всіх кольорів шкіри (напр. Чорний фемінізм), віри, стану здоров'я та сексуальності, незалежно від того, чи підтримують вони ідеї фемінізму. Радикальний фемінізм не бореться за права і не включає інтереси чоловіків (біологічних при народженні).
- Ідею жіночого сепаратизму та сестринства: адвокація безпечних жіночих просторів, таких як прихистки для постраждалих від домашнього насильства, школи, клуби, лікувальні установи, роздягальні, зони проживання, поїзди, вагони, комуни.
- Розбудову соціальних, трудових, особистих та інституційних зв'язків між жінками («вибери жінку») в бізнесі, освіті, на ринку праці, дружбі та кооперації;
- Розбудову сімейних, романтичних та еротичних стосунків між жінками: від цілком прагматичного бостонського шлюбу до політичного лесбійства та лесбійського сепаратизму («не спи з ворогом»).
- Прийняття тілесності та бодіпозитив: замість фокусу на красі зосередження на безпеці, здоров'ї, комфорті та нейтральності до тіла.
- Реконструкцію жіночої історії та ревізію науки з феміністичної перспективи.
- Тотальну реформу законодавчої, освітньої, медичної, судової, тюремної систем.

За радикально-феміністською теорією, через патріархат жінок почали розглядати «інших» щодо чоловічої «норми», і систематично пригнічувати та маргіналізувати. Патріархальна теорія не визначається переконанням, що всі чоловіки завжди виграють від гноблення всіх жінок, радше основним елементом патріархату є стосунки домінування, в яких чоловіки (як клас) використовують соціальні системи та інші методи контролю, щоб тримати жінок (і недомінуючих чоловіків) у пригніченні.
Кажуть, що перший дихотомічний поділ цієї маси [людства] відбувся за ознакою статі: чоловік і жінка … це було тому, що половина людської раси несе тягар репродуктивного процесу і тому, що чоловік, «розумна» тварина, мав дотепність скористатися тим, що ті, хто опікувалися дітьми, або «вючні тварини», були загнані в політичний клас: перетворивши біологічно обумовлений тягар на політичне (або необхідне) покарання, змінивши визначення цих осіб з людського до функціонального або тваринного. (Ті-Ґрейс Аткінсон, «Radical Feminism», 1969)

## Персоналії та праці
Філософію і теорію радикального фемінізму розробляли, відстоювали чи розділяли, зокрема, такі феміністки (жирним відзначені ключові теоретикині, більше див. Список феміністок):
- Вім Гора Адема[en], журнал Opzij[en] (1972).
- Чуд Пем Аллен[en], памфлет «Free Space: A Perspective on the Small Group in Women's Liberation» (1970)
- Ті-Ґрейс Аткінсон, основоположна праця «Радикальний фемінізм» (Radical Feminism, 1969)
- Розалін Бексенделл[en][уточнити: ком.]
- Лінда Беллос[en]
- Кетлін Беррі[en]
- Джулі Біндел[en]
- Джудіт Браун[en]
- Сюзен Браунміллер[en], книга «Проти нашої волі: чоловіки, жінки та зґвалтування» (Against Our Will: Men, Women and Rape, 1975), де зґвалтування визначається як «свідомий процес залякування, яким усі чоловіки тримають всіх жінок у стані страху».[9]
- Мерилін Зальцман Вебб[en]
- Елен Вілліс[en], співзасновниця Redstockings[en]
- Гаррієт Вістріч[en]
- Монік Віттіг, збірка «Прямий розум та інші есеї[en]» (The Straight Mind, 1979), оповідання «Партизанки» (Les Guérillères, 1969) в жанрі феміністичної наукової фантастики, «Лесбійки не жінки» (Lesbians Are Not Women) та інші роботи досліджують лесбійство, стверджуючи, що термін «жінка» визначається чоловіками,[10] а лесбійки схожі на рабів-утікачів[11].
- Мішель Воллес[en]
- Саллі Мішель Ґергарт[en], фем сайфай роман «Мандрівка» (The Wanderground, 1978) досліджує природу зґвалтування та гармонійних стосунків з чоловіками в сетингу екофеміністської лесбійсько-сепаратистської комуни. «Не в його природі не ґвалтувати. Не в моїй природі бути зґвалтованою. Ми не співіснуємо» (ст. 25).[12]
- Гейл Дайнс, «Порноленд: Як порнографія вкрала нашу сексуальність?»
- Андреа Дворкін: книга «Ненавидячи жінок: радикальний погляд на сексуальність[en]»[уточнити: ком.] (Woman Hating: A Radical Look at Sexuality, 1974) аналізує образи жінок у казках і порнографії, китайське бинтування ніг, середньовічні європейські спалення відьом та шукає в андрогінії «нову людину і суспільство», вільні від гендеру і гендерних ролей[13]. Найвідоміша книга «Порнографія: чоловіки володіють жінками[en]» (Pornography: Men Possessing Women, 1981) доводила, як історична та сучасна порнографія дегуманізує жінок і порноіндустрія є насильством проти жінок. Книга «Статевий зв'язок[en]»[уточнити: ком.] (Intercourse, 1987), книга «Right-wing Women» (Right-Wing Women: The Politics of Domesticated Females, 1983) досліджує жінок, які співпрацюють з чоловіками на ниві обмеження прав жінок. У книзі «Цап-відбувайло: євреї, Ізраїль і звільнення жінок[en]» (Scapegoat: The Jews, Israel, and Women's Liberation, 2000) утиск жінок порівнюється з переслідуванням євреїв,[14] дискутується сексуальна політика єврейської ідентичності та антисемітизму та закликається надати жінкам землю обітовану (Womyn's land).[15][16][17]
- Керол Джардіна[d]
- Шейла Джеффріс, «Індустріальна вагіна[en]: політична економія глобальної секс-торгівлі» (The Industrial Vagina: The Political Economy of the Global Sex Trade, 2008), де аналізує проституцію та секс-індустрію як зростаючий і надзвичайно прибутковий сектор глобального ринку.[18]
- Джилл Джонсон[en], «Лесбійська нація: феміністичне рішення»[уточнити: ком.] (Lesbian Nation: The Feminist Solution, 1973) виступає на користь лесбійського сепаратизму, закликаючи жінок повністю розлучитися з чоловіками та капіталістичними інститутами, де домінують чоловіки.[19]
- Мері Дейлі
- Крістін Дельфі
- Керол Ганіш[en]
- Мерль Гофман[en][уточнити: ком.]
- белл гукс, книга «Феміністська теорія: від краю до центру[en]»[уточнити: ком.] (Feminist Theory: From Margin to Center, 1984). «Край» позначає темношкірих жінок на маргінесі американського суспільства та основної феміністської теорії.[20]
- Жермен Ґрір, міжнародний бестселер «Жінка-євнух[en]» (The Female Eunuch, 1970) та сиквел «Уся жінка» (1999) про те, як «традиційне» передмістя, споживацька, нуклеарна сім'я сексуально пригнічує і девіталізує жінок, роблячи їх євнухами[21]; «Секс і доля: політика народжуваності» (1984); «Зміни: жінка, старіння і менопауза» (1991), «Дружина Шекспіра» (2007)
- Лаура Ікс[en]
- Лір Кейт[en]
- Д. А. Кларк[en] досліджувала зв'язок насильства проти жінок з ринковою економікою (есей «Справедливість — це жінка з мечем» (Justice Is A Woman With A Sword)[22], 1991)
- Енн Коедт, есей «Міф про вагінальний оргазм» (The Myth of the Vaginal Orgasm, 1968)
- Марджорі Крамер[en]
- Ніккі Крафт[en]
- Одрі Лорд
- Шейла Майклз[en]
- Кетрін МакКіннон[en], книга есеїв 1980-х «Фемінізм без змін: дискурси про життя та право»[уточнити: ком.] (Feminism Unmodified: Discourses on Life and Law, 1987)[23], де вона критикує порнографію і ліберальний фемінізм із радикально-феміністських позицій. Книга «Лише слова[en]» (Only Words, 1993) з позицій феміністської правової теорії стверджує, що правова система США використала першу поправку для захисту залякування, підпорядкування, тероризму та дискримінації, які здійснюються через порнографію, порушуючи гарантію рівного захисту Чотирнадцятої поправки. Книга «До феміністської теорії держави[en]» (Toward a Feminist Theory of the State, 1989) масштабує структурну владу чоловіків у патріархаті, яку не можуть здолати ліберальні феміністки, з допомогою марксистської методології.
- Кейт Міллетт, одна з ключових для радфемінізму праць «Сексуальні політики[en]» (Sexual Politics, 1970) на матеріалі повсюдного домінування чоловіків у мистецтві та літературі ХХ століття висновує, що західна література відображає патріархальні конструкції та гетеронормативність суспільства, і стверджує, що чоловіки встановили владу над жінками, але ця влада є результатом соціальних конструкцій, а не вроджених чи біологічних якостей.
- Робін Морган, редакторка антологій «Сестринство — могутнє[en]» (1970), «Сестринство глобальне[en]» (1974) та «Сестринство назавжди[en]» (2003).
- Ірен Песлікіс[en]. Збірка 1970 року, одна з перших широкодоступних антологій фемінізму другої хвилі, була водночас аналізом з підвищення обізнаності та закликом до дії, засвідчуючи «потребу в радикальному фемінізмі, дискримінацію жінок чоловіками у лівій політиці та відвертий сексизм на робочому місці». Друга антологія включала 80 есеїв від феміністок з усього світу, а третя аналізувала здобутки американського фемінізму станом на 2003 рік.
- Дженіс Реймонд[en], книга «Транссексуальна імперія[en]» (The Transsexual Empire: The Making of the She-Male, 1979), досліджує роль трансгендерних людей в суспільстві — та висновує, що поняття трансгендерності укріплює гендерні стереотипи, базуючись на «патріархальних міфах» про «чоловіче материнство» та «створення жінки за образом чоловіка», щоб «колонізувати феміністичну ідентифікацію, культуру, політику та сексуальність».[24] Також про те, як медицина й психіатрія медикалізують гендерну ідентичність та соціально-політичний контекст, який породив гендерну хірургію як звичайну терапевтичну медицину.
- Адрієнн Річ, есей «Компульсивна гетеросексуальність та лесбійське буття[en]» (Compulsory Heterosexuality and Lesbian Existence, 1980)
- Кеті Сарачайлд[en], авторка фрази «Сестринство — могутнє» (Sisterhood is Powerful)
- Джоанна Расс, саркастичний ґайдлайн «Як придушити жіноче письмо[en]»[уточнити: ком.] (How to Suppress Women's Writing, 1983) пояснював системні перепони для жінок-письменниць у літературі.
- Валері Соланас, сатирична пародія Маніфест Товариства Повного Знищення Чоловіків (SCUM Manifesto, 1967) стверджує, що чоловіки зруйнували світ, а виправити його мають жінки, створивши організацію, спрямовану на повалення суспільства та усунення чоловічої статі<[джерело?]. П'єса Up Your Ass, or, From the Cradle to the Boat, or, The Big Suck, or, Up from the Slime (1965)
- Шуламіт Фаєрстоун, «Діалектика статі: обґрунтування феміністичної революції» (1970)
- Мелісса Фарлі Меган Мерфі[en]

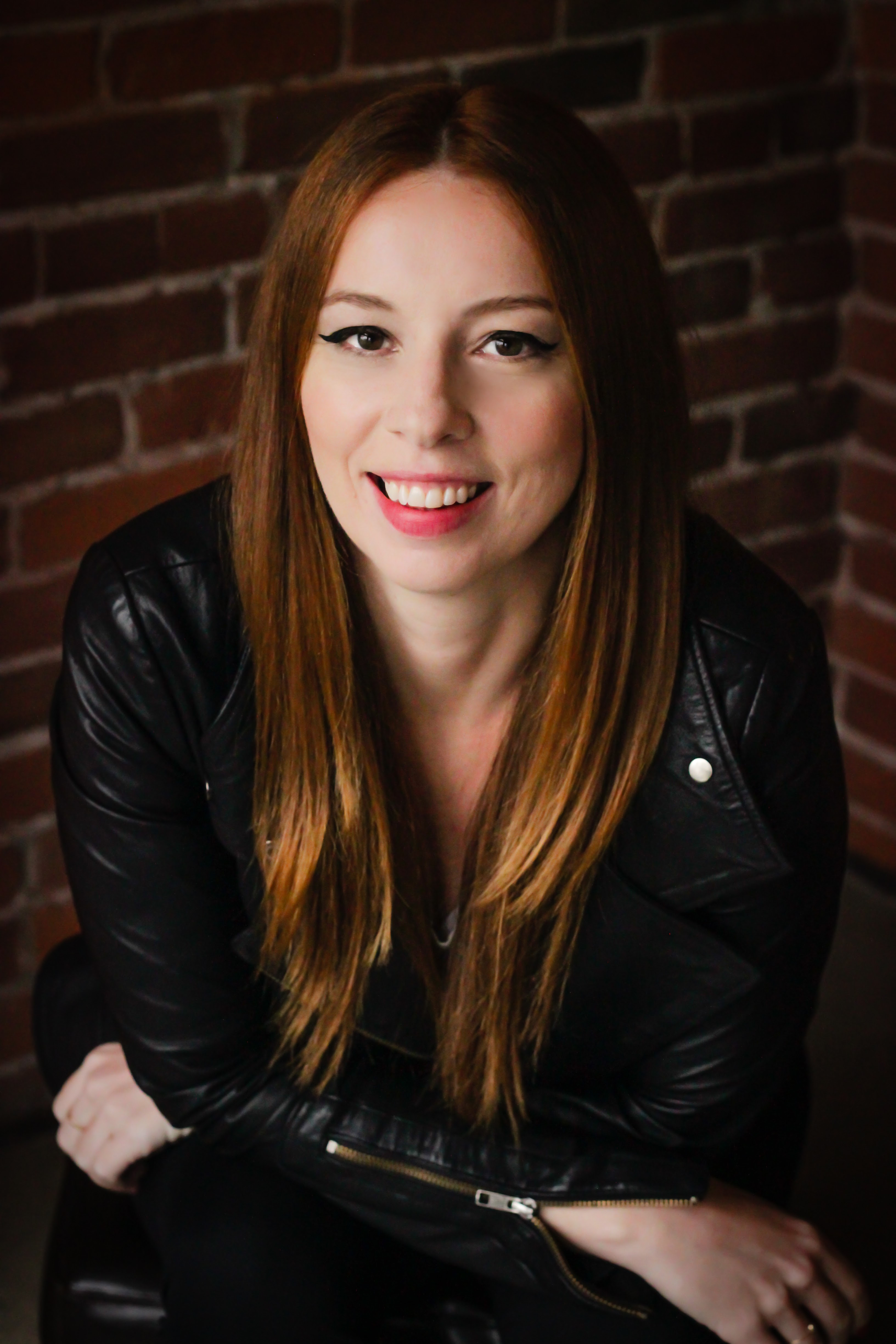
Меган Мерфі

- Мерилін Фрай, класична колекція з 9 есеїв «Політики реальності: Есеї з феміністської теорії[en]» (The Politics of Reality: Essays in Feminist Theory, 1983), де концептуалізуються фундаментальні концепти феміністичної філософії[25][26], такі як утиск, сексизм і влада[27].
- Філліс Чеслер, «Жінки та божевілля» (1972), «З дитиною: історія материнства» (1979), «Американська наречена в Кабулі: мемуари» (2013)
- Алікс Кейтс Шульман[en]

### Важливі антології
- 1982: «Проти садомазохізму: радикально-феміністський аналіз[en]» (Against Sadomasochism: A Radical Feminist Analysis), ред. Robin Ruth Linden, Darlene R. Pagano, Diana E. H. Russell та Susan Leigh Star. Критикується садомазохізм та БДСМ з визначенням садомазохізму як укоріненого в «патріархальній сексуальній ідеології».[28]
- 1994: «Подорожі матері: феміністки пишуть про материнство[en]» (Mother Journeys: Feminists Write about Mothering): колекція есеїв, віршів, коміксів та малюнків, ред. Maureen T. Reddy, Martha Roth та Amy Sheldon. Серед перших книг про материнство з феміністичної перспективи, коли материнство та фемінізм багато хто вважали несумісними.[29]

### Групи та видання
- Журнал Redstockings[en]
- Група Radicalesbians[en], маніфест «Жінка, визначена жінкою» (The Woman-Identified Woman, 1970)
- Видання Off Our Backs[en] (oob, 1970—2008)
- Газета WomaNews[en] (1970-ті)

Серед чоловіків ідеї радикального фемінізму розвивали:
- Роберт Дженсен[en]
- Джон Столтенберг[en]